# Ayumu Iwasa

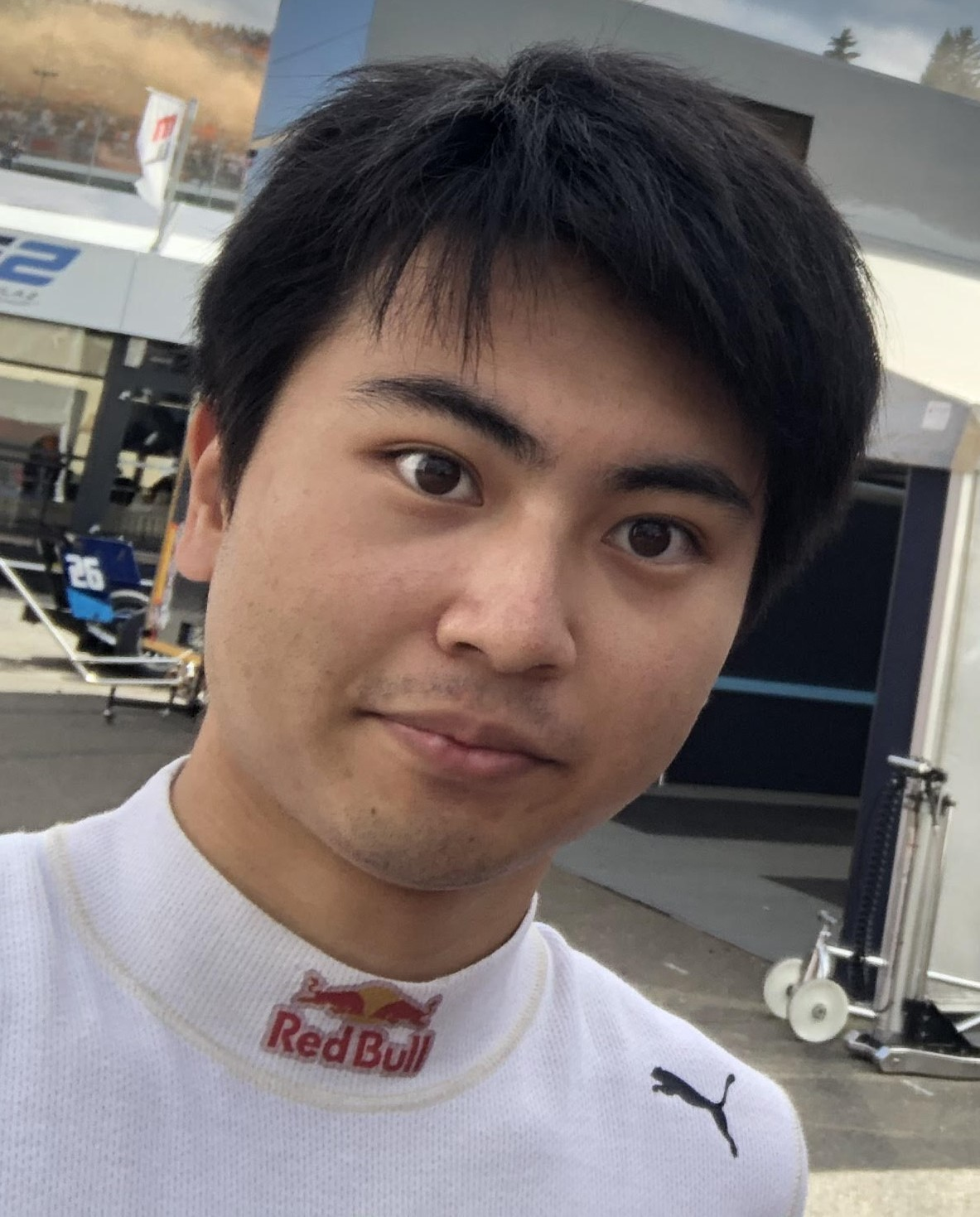
Ayumu Iwasa in Spielberg (2022)

Ayumu Iwasa (japanisch 岩佐 歩夢 Iwasa Ayumu; * 22. September 2001 in Osaka) ist ein japanischer Automobilrennfahrer. Er startet derzeit in der FIA-Formel-2-Meisterschaft für DAMS. Zuvor fuhr er in der FIA-Formel-3-Meisterschaft mit Hitech Grand Prix. Er ist Mitglied des Red Bull Junior Teams und Meister der Französischen Formel-4-Meisterschaft.

## Karriere

### Kartsport
Iwasa begann 2005 mit dem Kartsport in Japan und nahm 2014 am Rennsport teil. Einige seiner bemerkenswerten Kampagnen waren der Sieg bei der Suzuka Karting Championship 2014 in der Yamaha-SS-Klasse und der Gewinn der Suzuka Karting Championship x-30-Klasse. Während seiner Kart-Karriere nahm Iwasa auch an der JAF Junior Karting Championship FP in der Junior-Klasse teil.

### Untere Formel-Serien
Iwasa debütierte 2017 in der Japanischen Formel-4-Meisterschaft im Einzelsitzer und bestritt zwei Rennen für B-Max Racing, bei denen er jeweils den 15. Platz belegte. In diesem Jahr nahm er auch an zwei Rennen der Asiatischen Formel Renault teil. Er fuhr bei beiden Rennen auf die Pole-Position und beendete beide Rennen auf dem zweiten Platz. 2018 hatte er einen weiteren Gastauftritt in der Japanischen Formel-4-Meisterschaft, wo er für Rn-Sports fuhr und im ersten Rennen in die Punkte fuhr. In diesem Jahr wurde Iwasa Dritter beim letzten Lauf der JAF-F4-Suzuka-Serie.
Im Jahr 2020 wurde er zum Honda-Juniorfahrer ernannt. Er absolvierte die bisher erfolgreichste Saison und dominierte mit fünf Pole-Positions, neun Siegen und insgesamt 15 Podiumsplätzen die Französische Formel-4-Meisterschaft 2020.

### Asiatische Formel-3-Meisterschaft
Zu Beginn des Jahres 2021 trat Iwasa in der Asiatischen Formel-3-Meisterschaft an. Seine Teamkollegen waren Roy Nissany, Roman Staněk und Reece Ushijima. Im ersten Rennen der vierten Runde auf dem Dubai Autodrome erzielte er sein einziges Podium der Saison und wurde Achter in der Meisterschaft.

### FIA-Formel-3-Meisterschaft

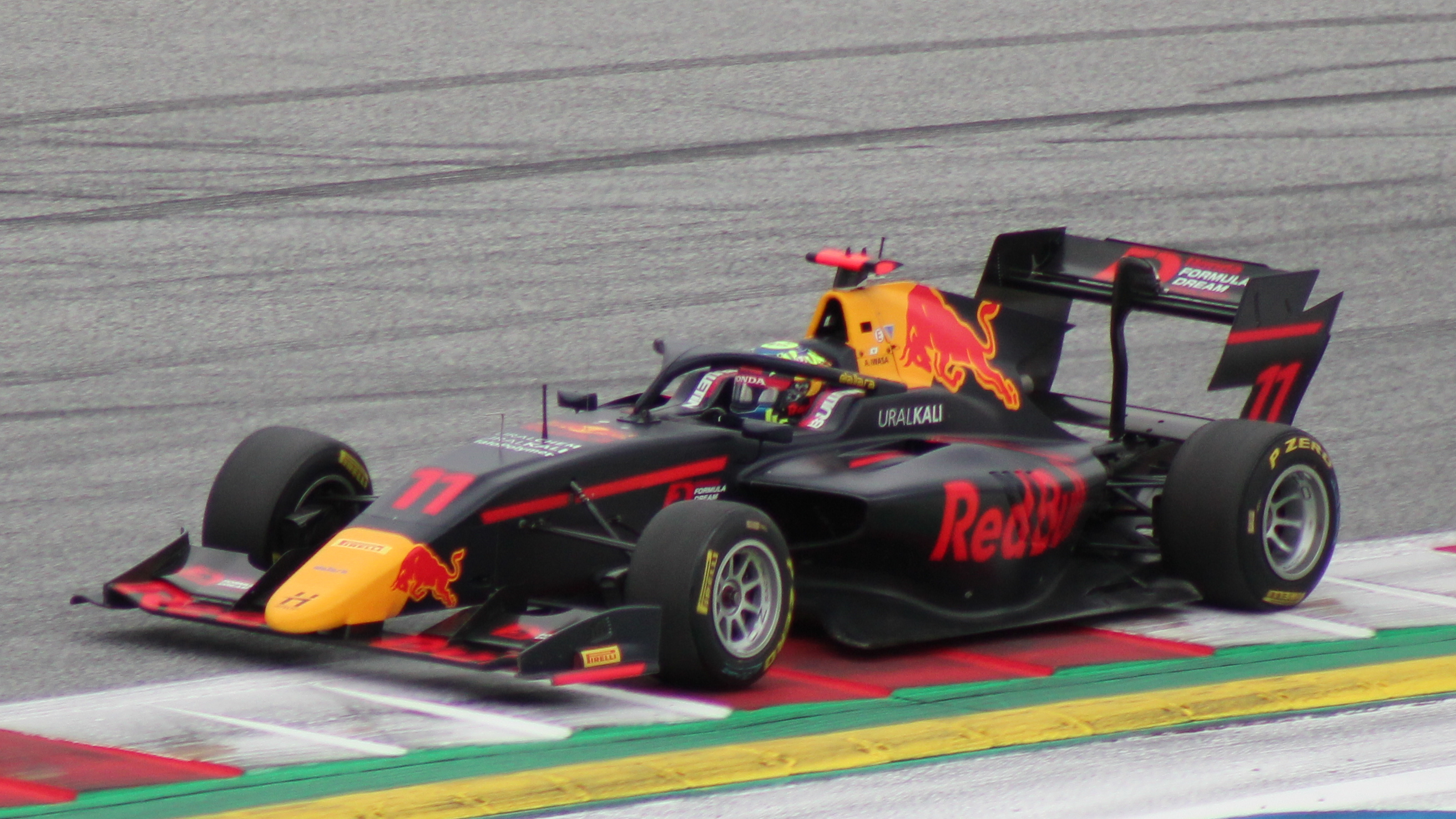
Iwasa beim Formel-3-Lauf in Spielberg (2021)

Iwasas Fokus lag 2021 auf der FIA-Formel-3-Meisterschaft, wo er für das gleiche Team wie Staněk und sein Kollege aus dem Red Bull Junior Team, Jak Crawford, fuhr. Beim ersten Rennen auf dem Hungaroring wurde er Zweiter hinter Lorenzo Colombo. Nachdem der italienische Fahrer wegen eines Safety-Car-Verstoßes bestraft wurde, ging der Sieg an Iwasa. Beim Lauf in Zandvoort erreichte er seinen zweiten Podiumsplatz in dieser Kategorie, als er im ersten Rennen Dritter hinter Arthur Leclerc und Logan Sargeant wurde. Der Japaner beendete die Saison als Zwölfter der Gesamtwertung und als Vierter der Rookies in der Serie. Er schlug auch seine beiden Teamkollegen in der Gesamtwertung.

### FIA-Formel-2-Meisterschaft
Iwasa nahm an Testfahrten nach Saisonabschluss der Formel 2 auf dem Yas Marina Circuit mit DAMS teil. Am 14. Januar 2022 gab der französische Rennstall bekannt, dass Iwasa in der FIA-Formel-2-Meisterschaft 2022 an der Seite von Roy Nissany für das Team an den Start gehen wird. Mit einem Rennsieg und zwei Pole-Positions erreichte er den fünften Rang in der Gesamtwertung.
2023 wird er erneut für DAMS in der FIA-Formel-2-Meisterschaft antreten.

### Formel 1
Zu Beginn des Jahres 2021 wurde Iwasa offiziell als Fahrer des Red Bull Junior Teams ernannt.